# Nasanovia ribis-nigri
Nasonovia ribis-nigri är en insektsart som först beskrevs av Mosley 1841.  Nasonovia ribis-nigri ingår i släktet Nasonovia och familjen långrörsbladlöss. Inga underarter finns listade i Catalogue of Life.